# Hanno-Pokrovka, Berezivka
Hanno-Pokrovka (în ucraineană Ганно-Покровка) este un sat în comuna Konopleane din raionul Berezivka, regiunea Odesa, Ucraina.

## Demografie
Componența lingvistică a localității Hanno-Pokrovka
     Ucraineană (88,09%)
     Română (5,62%)
     Rusă (4,55%)
     Alte limbi (0,53%)
Conform recensământului din 2001, majoritatea populației localității Hanno-Pokrovka era vorbitoare de ucraineană (88,09%), existând în minoritate și vorbitori de română (5,62%) și rusă (4,55%).